# Eutricholoba signata
Eutricholoba signata är en fjärilsart som beskrevs av Sergius G. Kiriakoff 1965. Eutricholoba signata ingår i släktet Eutricholoba och familjen tandspinnare. Inga underarter finns listade i Catalogue of Life.